# Позитронний розпад
Позитроний розпад, бета-плюс-розпад або β+ -розпад — це підтип радіоактивного розпаду, званого бета-розпадом, у якому протон всередині радіонуклідного ядра перетворюється на нейтрон, вивільняючи позитрон і електронне нейтрино (νe). Випромінювання позитронів опосередковується слабкою силою . Позитрон — це різновид бета-частинки (β +), інша бета-частинка — електрон (β −), випущений у результаті β − розпаду ядра.
Приклад випромінювання позитронів (β + розпад) показано з розпадом магнію-23 на натрій-23:
23Mg → 23Na + e+ + νe
Оскільки випромінювання позитронів зменшує число протонів відносно числа нейтронів, позитронний розпад зазвичай відбувається у великих «багатих протонами» радіонуклідах. Позитронний розпад призводить до трансмутації ядра, перетворюючи атом одного хімічного елемента на атом елемента з атомним номером, меншим на одиницю.
Позитронний розпад відбувається дуже рідко на Землі природним шляхом, коли він викликається космічними променями або в результаті одного зі ста тисяч розпаду калію-40, рідкісного ізотопу, частка якого на Землі складає 0,012 %.
Позитронний розпад не слід плутати з бета-розпадом (β- розпадом), який відбувається, коли нейтрон перетворюється на протон, а ядро випускає електрон і антинейтрино.
Випромінювання позитронів відрізняється від розпаду протона, гіпотетичного процесу розпаду протонів, не обов'язково зв'язаних з нейтронами, не обов'язково через випромінювання позитронів і не як частина ядерної фізики, а скоріше фізики елементарних частинок.

## Відкриття позитронного розпаду
У 1934 році Фредерік та Ірен Жоліо-Кюрі бомбардували алюміній альфа-частинками (випромінюваними полонієм), щоб здійснити ядерну реакцію {\displaystyle _{2}^{4}He+_{13}^{27}Al\rightarrow _{15}^{30}P+_{0}^{1}n}, і спостерігали, що продукт ізотоп 30P випромінює позитрон, ідентичний позитрону, знайденому в космічних променях Карлом Девідом Андерсоном у 1932 році. Це був перший приклад
β+
- розпаду (позитронного розпаду). Подружжя Кюрі назвало це явище «штучною радіоактивністю», оскільки 30P це короткоживучий нуклід, якого не існує в природі. Відкриття штучної радіоактивності згадувалося, коли команда чоловіка та дружини отримала Нобелівську премію.

## Ізотопи, що випромінюють позитрони
Ізотопи, які зазнають цього розпаду і таким чином випромінюють позитрони, включають вуглець-11, азот-13, кисень-15, фтор-18, мідь-64, галій-68, бром-78, рубідій-82, ітрій-86, цирконій-89, натрій-22, алюміній-26, калій-40, стронцій-83 і йод-124. Як приклад, наступне рівняння описує позитронний розпад вуглецю-11 до бору-11 з випромінюванням позитрона і нейтрино:
{\displaystyle _{6}^{11}C\rightarrow _{5}^{11}B+e^{+}+\nu _{e}+0,96} МеВ

## Механізм розпаду
Усередині протонів і нейтронів знаходяться фундаментальні частинки, які називаються кварками. Два найпоширеніші типи кварків — це U-кварки, які мають заряд +2/3, а D-кварки із зарядом −1/3.  Кварки об'єднуються в набори по три таким чином, що утворюють протони та нейтрони. У протоні, заряд якого дорівнює +1, є два U-кварка і один D-кварк (2/3 +2/3 −1/3 = 1). Нейтрони без заряду мають один U-кварк і два D-кварки (2/3 −1/3 −1/3 = 0). Через слабку взаємодію кварки можуть змінювати аромат від нижчого до вищого, що призводить до випромінювання електронів. Випромінювання позитронів відбувається, коли U-кварк перетворюється на D-кварк, через що протон перетворюється на нейтрон.
Ядра, які розпадаються шляхом випромінювання позитронів, можуть також розпадатися шляхом захоплення електронів. Для низькоенергетичних розпадів захоплення електрона енергетично більш сприятливе до межі 2mec2 = 1.022, оскільки в кінцевому стані вилучається електрон, а не додається позитрон. Оскільки енергія розпаду зростає, зростає і коефіцієнт розгалуження позитронного розпаду. Однак, якщо різниця в енергіях менше 2mec2, то випромінювання позитронів не може відбутися, а захоплення електронів є єдиним способом розпаду. Деякі електрон-захоплюючі ізотопи (наприклад, 7Be) є стабільними в галактичних космічних променях, оскільки електрони відриваються, а енергія розпаду надто мала для випромінювання позитронів.

## Збереження енергії
Позитрон викидається з батьківського ядра, а дочірній (Z-1) атом повинен відкинути орбітальний електрон, щоб збалансувати заряд. Загальний результат полягає в тому, що маса двох електронів викидається з атома (один для позитрона і один для електрона), і β + розпад є енергетично можливим тоді і тільки тоді, коли маса батьківського атома перевищує масу дочірнього атома принаймні на дві маси електрона (2me = 1,022 МеВ).
Ізотопи, маса яких збільшується при перетворенні протона в нейтрон або зменшується менше ніж на 2me, не можуть спонтанно розпадатися через випромінювання позитронів.

## Застосування
Ці ізотопи використовуються в позитронно-емісійній томографії, методі, який використовується для медичної візуалізації. Виділена енергія залежить від ізотопу, який розпадається; показник 0.96 МеВ стосується лише розпаду вуглецю-11.
Короткоживучі ізотопи, що випромінюють позитрони 11C ({\displaystyle T_{1/2}}  = 20.4 хв), 13N ({\displaystyle T_{1/2}}  = 10 хв), 15О ({\displaystyle T_{1/2}}  = 2 хв) і 18F ({\displaystyle T_{1/2}}  = 110 хв), які використовуються для позитронно-емісійної томографії, як правило, отримують опроміненням протонами природних або збагачених мішеней.